# Final Fantasy IX
Final Fantasy IX (jap. ファイナルファンタジーIX Fainaru Fantajī Nain) – japońska komputerowa gra fabularna wyprodukowana i wydana w 2000 roku przez firmę Square Co., Ltd. (teraz Square Enix) na konsolę Sony PlayStation. Gra jest dziewiątą częścią z serii Final Fantasy oraz ostatnią, która zadebiutowała na pierwszą konsolę PlayStation. W 2010 roku gra doczekała się ponownego wydania na PlayStation Network w ramach serii PSone Classics. W dziewiątej części do serii wprowadzono nowe funkcje niedostępne w poprzednich częściach takie jak „Active Time Event", „Mognet" oraz unikalny ekwipunek i system umiejętności.
Fabuła Final Fantasy IX w głównej mierze opiera się na wojnie pomiędzy narodami. Gracz kieruje młodym złodziejem imieniem Zidane Tribal, który dołącza do innych by obalić królową Alexandrii Brahne, odpowiedzialną za wybuch wojny. Fabuła zmienia się, gdy główni bohaterowie dowiadują się, że Brahne współpracuje z jeszcze bardziej groźną osobą zwaną Kuja.
Final Fantasy IX powstawało razem z Final Fantasy VIII, jednak w przeciwieństwie do ósmej części producenci powrócili do bardziej tradycyjnego stylu, obecnego w pierwszych grach serii. Wskutek tego Final Fantasy IX w dużej mierze zainspirowana była pierwszym Final Fantasy, oraz zawiera aluzje i nawiązania do poprzednich części serii. Gra otrzymała bardzo przychylne opinie recenzentów i posiada najwyższy wynik na Metacritic ze wszystkich gier Final Fantasy. Na dzień 31 marca 2013 roku Final Fantasy IX gra sprzedała się w 5,3 miliona egzemplarzy na całym świecie.

## Rozgrywka
W Final Fantasy IX gracz porusza się po świecie przeszukując nowe obszary na mapie i zapoznając się z niegrywalnymi postaciami. Większa część gry ma miejsce w miastach oraz w podziemiach, z których każde przedstawione jest na oddzielnych ekranach. By pomóc w eksploracji obszaru, twórcy Final Fantasy wprowadzili do gry ikony, w postaci znaku wykrzyknienia, który pojawia się nad głową głównego bohatera, gdy w pobliżu znajduje się przedmiot lub znak. Gracze rozmawiają z mooglami by zapisywać swój postęp w grze, odnowić swoją energię przy użyciu namiotu lub zakupić przedmioty, co jest odstępstwem od poprzednich części, gdzie do tych celów wykorzystywane były specjalne punkty zapisu. Moogle zostały wyposażone również w funkcje Mognet, która pozwala na otrzymywanie specjalnych listów. Muszą być one dostarczone przez głównego bohatera odpowiedniej postaci.
Gracz przemieszcza się pomiędzy kolejnymi lokacjami po trójwymiarowej odpowiednio zmniejszonej mapie świata Final Fantasy IX widzianej z kamery lotu ptaka. Ponadto gracz może swobodnie poruszać się po obszarze mapy, chyba że natrafi na przeszkody w postaci zbiorników wodnych czy pasm górskich. By przezwyciężyć ograniczenia geograficzne, gracz ma możliwość jazdy na chocobosach, płynięcia łodzią lub pilotowania sterowców. Podobnie jak w poprzednich częściach Final Fantasy podróżowanie po mapie świata i wrogich lokacjach przerywane jest losowymi potyczkami z przeciwnikami (ang. random encounter).
Final Fantasy IX prezentuje nowe podejście do kwestii związanej z eksploracją miasta w postaci funkcji Active Time Events (ATE). Pozwala ona graczowi na obejrzenie wydarzeń toczących się w innych lokacjach przez postacie zwykle związane z fabułą gry, zapewniając rozwój postaci, uzyskanie specjalnych przedmiotów oraz wskazówki co do dalszych kroków w grze. Kilkukrotnie w całej grze ATE zostają wykorzystane by jednocześnie kontrolować obie drużyny, gdy rozgrywka jest podzielona. Dzięki temu można rozwiązać zagadkę czy wydostać się z labiryntu.

### Pojedynki

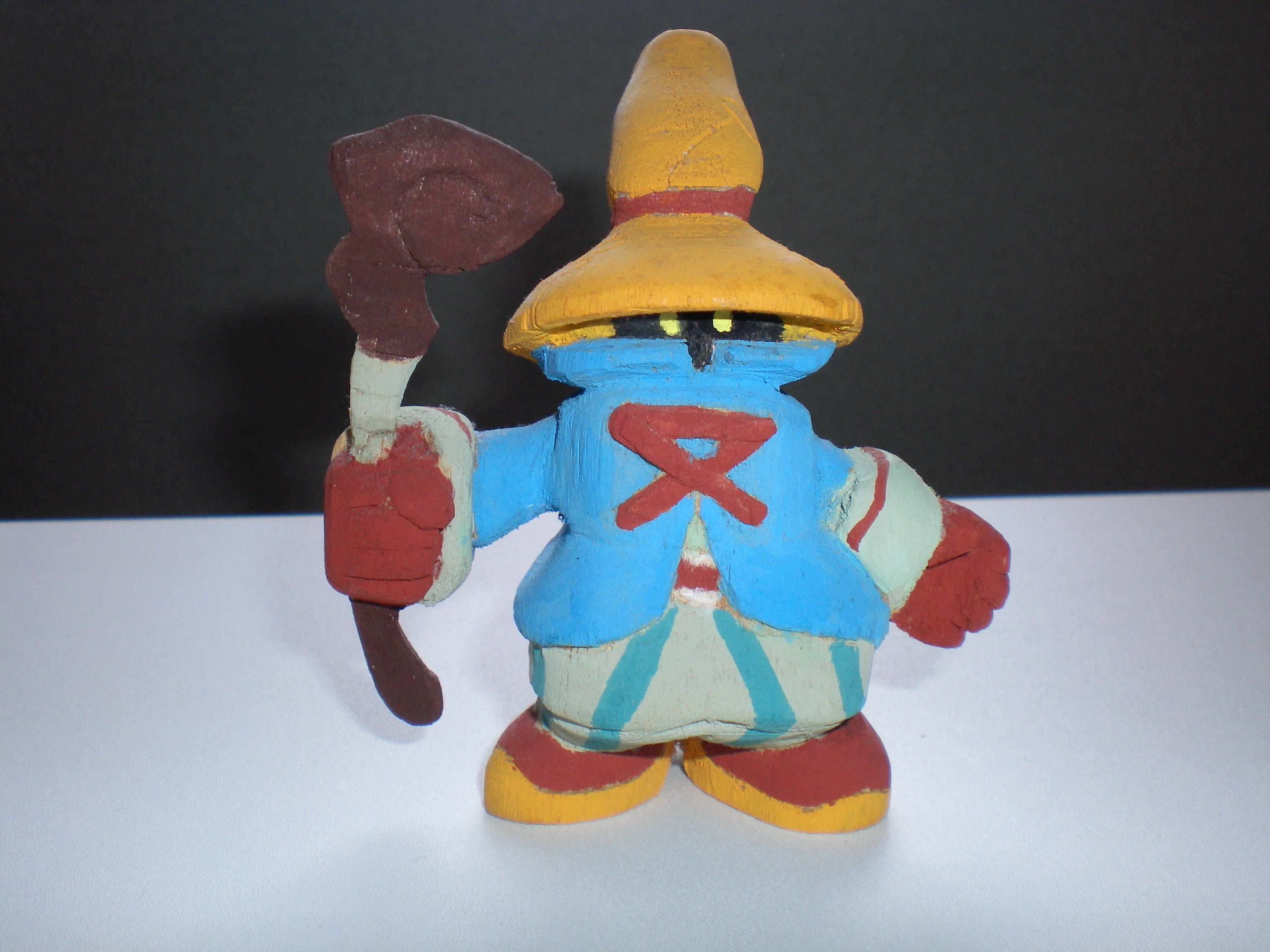
Figurka Viviego - jednej z głównych postaci Final Fantasy IX

Za każdym razem, gdy bohaterowie gry napotykają na przeciwnika, mapa zmienia się na „ekran walki” (ang. battle screen). Na ekranie walki przeciwnik pojawia się po przeciwnej stronie głównych bohaterów, a każdy pojedynek rozgrywany jest w systemie Active Time Battle (ATB) stworzonym przez Hiroyuki Itō i wprowadzonym po raz pierwszy w 1991 roku w grze Final Fantasy IV. Lista komend każdego bohatera ukazywana jest w małym oknie po przeciwnej stronie licznika ATB postaci. Wszyscy bohaterowie mogą zadawać obrażenia przeciwnikowi używając ataków fizycznych lub korzystać z ekwipunku gracza. Każda postać w grze posiada również specjalne umiejętności, na przykład złodziej Zidane może wykradać przeciwnikom przedmioty, Eiko i Garnet przywoływać specjalne duchy nazywane w grze „eidolons”, pomagające w walce, a Vivi używać czarnej magii do atakowania oponentów.
Komendy dla każdej postaci zmieniają się, gdy gracz przechodzi w tzw. „tryb ekstazy” (ang. Trance mode), który jest aktywowany przez wskaźnik ATB, napełniający się, gdy postać gracza odniesie odpowiednią liczbę obrażeń, podobnie jak to miało miejsce przy opcji Limit Breaks w Final Fantasy VII. Gdy wskaźnik napełni się do końca, siła postaci wzrasta, a gracz może wybrać specjalny atak z listy komend. Na przykład dla Zidane'a komenda „Skill” zmienia się w „Dyne”, pozwalając mu wykonywać potężne ataki. Komenda Vivi'ego „Black Magics” zmienia nazwę na „Double Black”, dając możliwość użycia dwóch magicznych czarów jednocześnie. W oknie konfiguracji, gracz ma możliwość zmiany systemu walki ze standardowego na własny, umożliwiający dwóm graczom kontrolowanie każdej kombinacji postaci podczas walki. By opcja mogła zostać włączona, dwa gamepady muszą być podłączone do konsoli.
Występ każdej z postaci uzależniony jest od wartości liczbowych (statystyk) w kategoriach takich jak szybkość, siła i moc magiczna. Statystyki postaci podnoszone są przez doświadczenie, które gracz zdobywa wygrywając walki, co skutkuje przyznaniem punktów doświadczenia, które zbierane są do czasu aż bohater osiągnie ich wymaganą liczbę. Powoduje to zwiększenie poziomu postaci. Z każdym kolejnym poziomem, statystyki postaci wzrastają, co wpływa na rodzaj ekwipunku i rodzajów broni noszonych przez postać. Za wygrane pojedynki gracz otrzymuje pieniądze, karty do gry Tetra Master, przedmioty lub punkty zdolności (ang. ability points, AP).

### Tetra Master
Tetra Master jest minigrą bazującą na grze w karty, która umożliwia grę z wieloma niegrywalnymi postaciami. Karty do zdobywa się w pojedynkach z potworami, jako nagrodę za wykonanie zadania lub znajduje w skrzyniach rozmieszczonych w różnych miejscach świata. Do gry z całej swojej talii gracz wybiera pięć kart. Każda z kart posiada strzałki, które wskazują cztery strony karty i cztery strzałki w rogach karty oraz rozmaite statystyki, które różnią pomiędzy kartami, gdzie najrzadsze karty są z reguły najsilniejsze. Gra rozgrywa się w systemie turowym na planszy o wymiarach 4x4, a każdy gracz w każdej turze kładzie w dowolnym miejscu (chyba że pole jest zablokowane) jedną ze swoich kart. Walka pojawia się, gdy gracz położy kartę obok karty przeciwnika, a strzałki na obu kartach wskazują w swoim kierunku.

## Muzyka

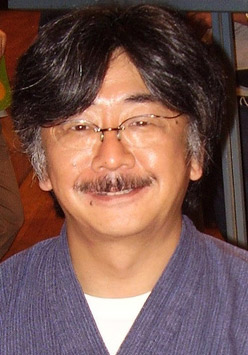
twórca muzyki do gry, Nobuo Uematsu

Muzyka w grze Final Fantasy IX została w całości stworzona przez Nobuo Uematsu, który był kompozytorem również w poprzednich częściach serii. W rozmowie z Hiroyuki Itō Uematsu usłyszał „byłoby dobrze, gdybyś skomponował utwory dla wszystkich ośmiu postaci, pasjonujący utwór do walk, ponury, fragment przywołujący grozę i około dziesięciu innych", jednak Uematsu spędziwszy niemal rok na komponowaniu i produkowaniu stworzył „około 160 fragmentów", z których 140 pojawia się w grze.

### Ścieżka dźwiękowa
Final Fantasy IX: Original Soundtrack - jest ścieżką dźwiękową zawierającym utwory stworzone na potrzeby gry, skomponowane, zaaranżowane i wyprodukowane przez Nobuo Uematsu. Całość składa się 110 utworów o łącznej długości 4:46:31, umieszczonych na czterech płytach. Wydawnictwo zostało wydane 30 sierpnia 2000 roku nakładem wytwórni DigiCube, a reedycja albumu została wydana przez Square Enix 10 maja 2004 roku. Słowa do głównego motywu „Melodies of Life" zostały napisane przez Hiroyuki Itō w wersji japońskiej, a Alexander O. Smith napisał utwór w wersji angielskiej. Utwory w obu wersjach wykonała japońska piosenkarka Emiko Shiratori.
Album zadebiutował na 4. miejscu japońskiego notowania Oricon i na dzień 10 stycznia 2010 roku sprzedał się w 101 tysiącu kopii. Ścieżka dźwiękowa była dobrze przyjęta zarówno przez fanów jak i recenzentów, którzy określili ją jako „dobrą", jednak nie bez błędów. Josh Bizeau i Roko Zaper z Soundtrack Central szczególnie chwalili soundtrack, uważając go za „błogosławieństwo dla muzyki Final Fantasy", a zarówno Patrick Gann z RPGFan jak i Isaac Engelhorn Soundtrack Central uznali, że była to na tamten czas druga najlepsza ścieżka dźwiękowa skomponowana przez Uematsu, ustępując tylko muzyce w Final Fantasy VII. Natomiast Ben Schweitzer z RPGFan skrytykował kompozytora za zbyt duże opierania się na muzyce i motywach znanych z poprzednich części Final Fantasy, co jego zdaniem wpłynęło na kreatywność artysty czyniąc muzykę „nieco mdłą", jednak wciąż ocenił ścieżkę dźwiękową jako „niezłą […] [ale] nie świetną". Przeciwnego zdania byli inni recenzenci tacy jak Engelhorn i Tyler Schulley z Final Fantasy Symphony. Docenili oni fakt korzystania z dorobku poprzednich gier oraz określili, że taki zabieg dodał muzyce „klasycznego nastroju starszych części Final Fantasy", pozostając przy tym „pięknym i oryginalny".
Lista utworów
| CD #1: (SSCX-10043) | CD #1: (SSCX-10043)          | CD #1: (SSCX-10043)                                         | CD #1: (SSCX-10043) |
| Nr                  | Tytuł utworu                 | Tytuł japoński (romanizacja)                                | Długość             |
| ------------------- | ---------------------------- | ----------------------------------------------------------- | ------------------- |
| 1.                  | „A Place to Call Home”       | いつか帰るところ (Itsuka Kaeru Tokoro)                      | 2:08                |
| 2.                  | „Memories Erased by a Storm” | 嵐に消された記憶 (Arashi ni Kesareta Kioku)                 | 1:15                |
| 3.                  | „The Meeting”                | 作戦会議 (Sakusen Kaigi)                                    | 1:38                |
| 4.                  | „Sky of Alexandria”          | アレクサンドリアの空 (Arekusandoria no Sora)                | 0:54                |
| 5.                  | „Vivi's Theme”               | ビビのテーマ (Bibi no Tēma)                                 | 3:11                |
| 6.                  | „Sword of Fury”              | この刃に懸けて (Kono Yaiba ni Kakete)                       | 2:42                |
| 7.                  | „Vamo' Alla Flamenco”        |                                                             | 1:52                |
| 8.                  | „Find the Princess”          | 決行～姫を探して～ (Kekkō ~Hime o Sagashite~)               | 3:14                |
| 9.                  | „Jesters of the Moon”        | 月なきみそらの道化師たち (Tsukinaki Misora no Dōkeshitachi) | 3:20                |
| 10.                 | „Steiner's Theme”            | スタイナーのテーマ (Sutainā no Tēma)                        | 2:27                |
| 11.                 | „Prima Vista Orchestra”      | プリマビスタ楽団 (Purimabisuta Gakudan)                     | 1:45                |
| 12.                 | „Eye to Eye”                 | 奪われた瞳 (Ubawareta Hitomi)                               | 2:50                |
| 13.                 | „The Fateful Hour”           | 今宵 (Koyoi)                                                | 0:16                |
| 14.                 | „Thy Warmth”                 | あなたのぬくもり (Anata no Nukumori)                        | 0:34                |
| 15.                 | „Tragic Love”                | あやまちの愛 (Ayamachi no Ai)                               | 3:35                |
| 16.                 | „The Evil Within”            | 深淵の女王 (Shin'en no Joō)                                 | 1:31                |
| 17.                 | „Danger in the Forest”       | ざわめく森 (Zawameku Mori)                                  | 2:28                |
| 18.                 | „Battle 1”                   | バトル１ (Batoru 1)                                         | 2:40                |
| 19.                 | „Fanfare”                    | ファンファーレ (Fanfāre)                                    | 0:57                |
| 20.                 | „Distant Memory”             | あの日の記憶 (Ano Hi no Kioku)                              | 2:27                |
| 21.                 | „Battle 2”                   | バトル２ (Batoru 2)                                         | 4:05                |
| 22.                 | „Game Over”                  | ゲームオーバー (Gēmu Ōbā)                                   | 1:55                |
| 23.                 | „RUN!”                       | 走れ！ (Hashire!)                                           | 2:47                |
| 24.                 | „Sweet Dreams”               | おやすみ (Oyasumi)                                          | 0:09                |
| 25.                 | „Over the Hill”              | あの丘を越えて (Ano Oka o Koete)                            | 2:38                |
| 26.                 | „Ice Cavern”                 | 氷の洞窟 (Kōri no Dōkutsu)                                  | 2:59                |
| 27.                 | „Village of Dali”            | 辺境の村 ダリ (Henkyō no Mura Dari)                         | 2:28                |
| 28.                 | „Beyond the Twilight”        | 黄昏の彼方に (Tasogare no Kanata ni)                        | 3:07                |
| 29.                 | „Steiner's Delusion”         | 盲進スタイナー (Mōshin Sutainā)                             | 2:45                |
| 30.                 | „Fleeting Life”              | 限りある時間 (Kagiriaru Toki)                               | 3:03                |
| 31.                 | „Zidane's Theme”             | ジタンのテーマ (Jitan no Tēma)                              | 2:46                |
| 32.                 | „Black Waltz”                | 黒のワルツ (Kuro no Warutsu)                                | 1:39                |
|                     |                              |                                                             | 1:12:05             |

| CD #2: (SSCX-10044) | CD #2: (SSCX-10044)        | CD #2: (SSCX-10044)                                  | CD #2: (SSCX-10044) |
| Nr                  | Tytuł utworu               | Tytuł japoński (romanizacja)                         | Długość             |
| ------------------- | -------------------------- | ---------------------------------------------------- | ------------------- |
| 1.                  | „Cid's Theme”              | シドのテーマ (Shido no Tēma)                         | 4:00                |
| 2.                  | „Out of the Frying Pan”    | 一難去って… (Ichinan Satte...)                       | 3:10                |
| 3.                  | „Lindblum”                 | リンドブルム (Rindoburumu)                           | 2:11                |
| 4.                  | „A Song from Her Memory”   | 記憶の歌 (Kioku no Uta)                              | 1:53                |
| 5.                  | „Festival of the Hunt”     | ハンターチャンス (Hantā Chansu)                      | 3:47                |
| 6.                  | „Qu's Marsh”               | ク族の沼 (Ku Zoku no Numa)                           | 3:17                |
| 7.                  | „Quina's Theme”            | クイナのテーマ (Kuina no Tēma)                       | 3:52                |
| 8.                  | „Aloha de Chocobo”         | アロハdeチョコボ (Aroha de Chokobo)                  | 2:56                |
| 9.                  | „Ukele le Chocobo”         | ウクレleチョコボ (Ukure le Chokobo)                  | 2:22                |
| 10.                 | „Freija's Theme”           | フライヤのテーマ (Furaiya no Tēma)                   | 3:02                |
| 11.                 | „South Gate”               | 国境の南ゲート (Kokkyō no Minami Gēto)               | 2:56                |
| 12.                 | „Faerie Battle”            | フェアリーバトル (Fearī Batoru)                      | 2:28                |
| 13.                 | „Kingdom of Burmecia”      | ブルメシア王国 (Burumeshia Ōkoku)                    | 3:55                |
| 14.                 | „Unforgettable Silhouette” | 忘れられぬ面影 (Wasurerarenu Omokage)                | 3:24                |
| 15.                 | „Kuja's Theme”             | クジャのテーマ (Kuja no Tēma)                        | 2:25                |
| 16.                 | „The Wavering Blade”       | 迷いの剣 (Mayoi no Tsurugi)                          | 3:17                |
| 17.                 | „Dark City Treno”          | 眠らない街 トレノ (Nemuranai Machi Toreno)           | 2:53                |
| 18.                 | „Theme of the Tantalus”    | タンタラスのテーマ (Tantarasu no Tēma)               | 2:21                |
| 19.                 | „Immoral Melody”           | 背徳の旋律 (Haitoku no Senritsu)                     | 2:25                |
| 20.                 | „Garnet's Theme”           | ガーネットのテーマ (Gānetto no Tēma)                 | 2:40                |
| 21.                 | „Gargan Roo”               | 古根の道 ガルガン・ルー (Furune no Michi Garugan Rū) | 1:47                |
| 22.                 | „Cleyra's Trunk”           | クレイラの幹 (Kureira no Miki)                       | 2:43                |
| 23.                 | „Cleyra Settlement”        | クレイラの街 (Kureira no Machi)                      | 2:21                |
| 24.                 | „Eternal Harvest”          | 永遠の豊穣 (Eien no Hōjō)                            | 1:15                |
| 25.                 | „Mourning the Sky”         | 空を愁いて (Sora o Ureite)                           | 2:35                |
| 26.                 | „The Extraction”           | 抽出 (Chūshutsu)                                     | 1:15                |
|                     |                            |                                                      | 1:11:10             |

| CD #3: (SSCX-10045) | CD #3: (SSCX-10045)                          | CD #3: (SSCX-10045)                                   | CD #3: (SSCX-10045) |
| Nr                  | Tytuł utworu                                 | Tytuł japoński (romanizacja)                          | Długość             |
| ------------------- | -------------------------------------------- | ----------------------------------------------------- | ------------------- |
| 1.                  | „City Under Siege”                           | 襲撃 (Shūgeki)                                        | 2:23                |
| 2.                  | „Rose of May”                                | ローズ・オブ・メイ (Rōzu obu Mei)                     | 2:34                |
| 3.                  | „Fossil Roo”                                 | フォッシル・ルー (Fosshiru Rū)                        | 2:31                |
| 4.                  | „Conde Petie”                                | 山吹く里 コンデヤ・パタ (Yama Fuku Sato Kondeya Pata) | 3:43                |
| 5.                  | „Black Mage Village”                         | 黒魔導士の村 (Kuro Madōshi no Mura)                   | 3:22                |
| 6.                  | „Unrequited Love”                            | とどかぬ想い Todokanu Omoi)                           | 3:47                |
| 7.                  | „Before the Altar”                           | 神前の儀 (Shinzen no Gi)                              | 2:09                |
| 8.                  | „Eiko's Theme”                               | エーコのテーマ (Ēko no Tēma)                          | 3:36                |
| 9.                  | „Madain Sari, Village of the Lost Summoners” | 廃墟 マダイン・サリ (Haikyo Madain Sari)              | 3:49                |
| 10.                 | „Eidolon Wall”                               | 召喚壁 (Shōkan heki)                                  | 2:31                |
| 11.                 | „Iifa, the Ancient Tree of Life”             | イーファの樹 (Īfa no Ki)                              | 2:29                |
| 12.                 | „Amarant's Theme”                            | サラマンダーのテーマ (Saramandā no Tēma)              | 2:28                |
| 13.                 | „Devil's Ambition”                           | 欲望の足音 (Yokubō no Ashioto)                        | 2:19                |
| 14.                 | „Outlaws”                                    | おれたちゃ盗賊 (Oretacha Tōzoku)                      | 2:11                |
| 15.                 | „Foolproof Love Letter Scheme”               | ラブレター大作戦 (Rabu Retā Daisakusen)               | 2:53                |
| 16.                 | „Tetra Master”                               | クアッド・ミスト (Kuaddo Misuto)                      | 3:39                |
| 17.                 | „Moogle's Theme”                             | モーグリのテーマ (Mōguri no Tēma)                     | 1:56                |
| 18.                 | „Something to Protect”                       | 守るべきもの Mamorubeki mono)                         | 2:21                |
| 19.                 | „Light of Destiny”                           | 召喚されし者 (Shōkansareshi mono)                     | 2:55                |
| 20.                 | „Master of Time”                             | 時の管理者 (Toki no Kanrisha)                         | 2:43                |
| 21.                 | „Oeilvert”                                   | ウイユヴェール (Uiyuvēru)                             | 2:17                |
| 22.                 | „Chamber of a Thousand Faces”                | 刻まれた過去 (Kizamareta Kako)                        | 2:52                |
| 23.                 | „Look Back, See the Frog!”                   | 振りカエルと奴がいる (Furi Kaeru to Yatsu ga Iru)     | 2:03                |
| 24.                 | „Esto Gaza”                                  | 聖なる地 エスト・ガザ (Seinaru Chi Esuto Gaza)        | 3:49                |
| 25.                 | „Mount Gulug”                                | グルグ火山 (Gurugu Kazan)                             | 2:07                |
| 26.                 | „Broken Spell, Healed Hearts”                | とけた魔法と心 (Toketa Mahō to Kokoro)                | 2:03                |
|                     |                                              |                                                       | 1:11:30             |

| CD #4: (SSCX-10046) | CD #4: (SSCX-10046)                | CD #4: (SSCX-10046)                                          | CD #4: (SSCX-10046) |
| Nr                  | Tytuł utworu                       | Tytuł japoński (romanizacja)                                 | Długość             |
| ------------------- | ---------------------------------- | ------------------------------------------------------------ | ------------------- |
| 1.                  | „Aboard the Hilda Garde”           | 飛空艇 ヒルダガルデ (Hikūtei Hiruda Garude)                  | 4:07                |
| 2.                  | „Daguerreo, the Hermit's Library”  | 隠者の書庫 ダゲレオ Inja no Shoko Dagereo)                   | 2:04                |
| 3.                  | „Ipsen's Castle”                   | イプセンの古城 (Ipusen no Kojō)                              | 1:58                |
| 4.                  | „The Four Mirrors”                 | ４枚の鏡 (Yonmai no Kagami)                                  | 2:45                |
| 5.                  | „Guardians”                        | それぞれの戦い (Sorezore no Tatakai)                         | 2:02                |
| 6.                  | „Terra”                            | テラ (Tera)                                                  | 2:10                |
| 7.                  | „Bran Bal, the Soulless Village”   | 魂無き村 ブラン・バル (Tamashīnaki Mura Buran Baru)          | 3:11                |
| 8.                  | „Pandemonium”                      | 時を刻む城 パンデモニウム (Toki o Kizamu Shiro Pandemoniumu) | 3:03                |
| 9.                  | „Not Alone”                        | 独りじゃない (Hitori ja nai)                                 | 2:36                |
| 10.                 | „Unforgettable Sorrow”             | 消えぬ悲しみ (Kienu Kanashimi)                               | 3:29                |
| 11.                 | „Another Nightmare”                | 悪霧ふたたび (Aku Kiri Futatabi)                             | 2:26                |
| 12.                 | „Silver Dragon”                    | 銀竜戦 (Ginryūsen)                                           | 3:48                |
| 13.                 | „Memoria”                          | 記憶の場所 (Kioku no Basho)                                  | 2:14                |
| 14.                 | „Crystal World”                    | クリスタルワールド (Kurisutaru Wārudo)                       | 3:43                |
| 15.                 | „The Darkness of Eternity”         | 破滅への使者 (Hametsu e no Shisha)                           | 4:43                |
| 16.                 | „The Final Battle”                 | 最後の闘い (Saigo no Tatakai)                                | 6:15                |
| 17.                 | „Star-Crossed Lovers”              | 甘く悲しい恋 (Amaku Kanashī Koi)                             | 1:32                |
| 18.                 | „Kiss of Betrayal”                 | 裏切りの口づけ (Uragiri no Kuchizuke)                        | 0:28                |
| 19.                 | „I Want to Be Your Canary”         | 君の小鳥になりたい (Kimi no Kotori ni Naritai)               | 1:18                |
| 20.                 | „Inseparable Hearts”               | 盗めぬ二人のこころ (Nusumenu Futari no Kokoro)               | 1:21                |
| 21.                 | „Behind the Door”                  | その扉の向こうに (Sono Tobira no Mukō ni)                    | 2:06                |
| 22.                 | „Melodies of Life ~ Final Fantasy” |                                                              | 7:36                |
| 23.                 | „Prelude”                          | プレリュード (Preryūdo)                                      | 2:45                |
| 24.                 | „CCJC TVCM 15”                     | コカ・コーラCM曲 (Koka Kōra CM Kyoku)                        | 0:20                |
| 25.                 | „CCJC TVCM 30”                     | コカ・コーラCM曲 (Koka Kōra CM Kyoku)                        | 0:34                |
| 26.                 | „Melodies of Life”                 |                                                              | 3:21                |
|                     |                                    |                                                              | 1:11:55             |